# Natação nos Jogos Olímpicos de Verão da Juventude de 2014 - 4x100 m livres Mistos
As provas de natação' dos' 4x100 m livres mistos nos Jogos Olímpicos de Verão da Juventude de 2014 decorreram a 17 de Agosto de 2014 no natatório do Centro Olímpico de Desportos de Nanquim em Nanquim, China. A China venceu a sua primeira medalha de ouro ao completar a prova em 3m27.02. O Brasil conquistou a Prata e a Austrália foi medalha de Bronze.

## Medalhistas
| Ouro   | CHN China     |
| Prata  | BRA Brasil    |
| Bronze | AUS Austrália |

## Resultados da final
| Pos.              | Linha | Nadador                                                                                            | Tempo total | Diferença |
| ----------------- | ----- | -------------------------------------------------------------------------------------------------- | ----------- | --------- |
| Medalha de ouro   | 6     | Li Guangyuan (M) Qiu Yuhan (F) Yu Hexin (M) Shen Duo (F) CHN China                                 | 3:27.02     |           |
| Medalha de prata  | 3     | Luiz Altamir Melo (M) Natalia de Luccas (F) Matheus Santana (M) Giovanna Diamante (F) BRA Brasil   | 3:31.55     | +4.53     |
| Medalha de bronze | 7     | Kyle Chalmers (M) Ami Matsuo(F) Brianna Throssel(F) Nicholas Brown(M) AUS Austrália                | 3:31.76     | +4.74     |
| 4                 | 4     | Filipp Shopin (M) Evgeny Rylov (M) Rozaliya Nasretdinova (F) Daria Ustinova (F) RUS Rússia         | 3:32.15     | +.513     |
| 5                 | 2     | Kyle Stolk (M) Esmee Boo (F) Robin Neumann (F) Laurent Bams (M) NED Países Baixos                  | 3:33.19     | +6.17     |
| 6                 | 5     | Duncan Scott (M) Martyn Walton (M) Amelia Maughan (F) Charlotte Atkinson (F) GBR Grã-Bretanha      | 3:22.28     | +6.26     |
| 7                 | 1     | Damian Wierling (M) Mandy Feldbinder (F) Patricia Wartenberg (F) Alexander Kunert (M) GER Alemanha | 3:36.51     | +9.49     |
| 8                 | 8     | Juan Pablo Sanchez (M) Sandra Gomez (F) Gonzalo Barbero (M) Africa Zamorano Sanz (F) ESP Espanha   | 3:38.10     | +11.08    |